# Schizostachyum lutescens
Schizostachyum lutescens är en gräsart som beskrevs av Elizabeth A. Widjaja. Schizostachyum lutescens ingår i släktet Schizostachyum och familjen gräs. Inga underarter finns listade i Catalogue of Life.